# Kitanka
Kitanka (Trichosurus) – rodzaj ssaka z podrodziny kitanek (Trichosurinae) w obrębie rodziny pałankowatych (Phalangeridae).

## Rozmieszczenie geograficzne
Rodzaj obejmuje gatunki występujące endemicznie w Australii (włącznie z Tasmanią).

## Morfologia
Długość ciała 35–55 cm, długość ogona 25–42 cm; masa ciała 1,2–4,5 kg.

## Systematyka
Rodzaj zdefiniował w 1828 roku francuski zoolog i chirurg René Lesson w haśle poświęconym kitance opublikowanym w klasycznym słowniku historii naturalnej. Lesson wymienił trzy gatunki – Phalangista Cookii Desmarest, 1817(= Didelphis Peregrinus Boddaert, 1785), Phalangista nana Desmarest, 1817 i Didelphis Vulpina Meyer, 1793 (= Didelphis vulpecula Kerr, 1792) – z których gatunkiem typowym jest (późniejsze oznaczenie) Didelphis Vulpina Meyer, 1793 (= Didelphis vulpecula Kerr, 1792) (litanka lisia).

### Etymologia
- Trichosurus (Trichurus): gr. θριξ thrix, τριχος trikhos ‘włosy’; ουρα oura‘ogon’[12].
- Cercaertus: gr. κερκος kerkos ‘ogon’; αερταω aertaō ‘podnieść’[13]. Gatunek typowy (oryginalne oznaczenie): Phalangista vulpina F. Meyer, 1793 (= Didelphis vulpecula Kerr, 1792).
- Tapoa: tapoa tafa lub tapha, rodzima nazwa tego zwierzęcia opublikowana przez White’a w 1790 roku[14], a później przyjęta jako nazwa rodzajowa[15].
- Psilogrammurus: gr. ψιλος psilos ‘nagi’; γραμμα gramma, γραμματος grammatos ‘linia’, od γραφω graphō ‘pisać’; ουρα oura ‘ogon’[16]. Gatunek typowy: Gloger wymienił dwa gatunki – Phalangista Canina Ogilby, 1836 i Didelphis Vulpina Meyer, 1793 (= Didelphis vulpecula Kerr, 1792) – z których gatunkiem typowym jest (późniejsze oznaczenie)[17] Phalangista vulpina F. Meyer, 1793 (= Didelphis vulpecula Kerr, 1792).

### Podział systematyczny
Do rodzaju należą następujące występujące współcześnie gatunki:
| Grafika | Gatunek                 | Autor i rok opisu                   | Nazwa zwyczajowa   | Podgatunki         | Rozmieszczenie geograficzne | Podstawowe wymiary                       | Status IUCN |
| ------- | ----------------------- | ----------------------------------- | ------------------ | ------------------ | --- | ---------------------------------------- | ----------- |
|         | Trichosurus vulpecula   | (Kerr, 1792)                        | kitanka lisia      | 5 podgatunków      | zachodnia, północna, wschodnia i południowa część kontynentalna oraz kilka wysp, Tasmania i wyspy Cieśniny Bassa; introdukowany do Nowej Zelandii | DC: 35–55 cm DO: 25–40 cm MC: 1,2–4,5 kg | LC          |
|         | Trichosurus johnstonii  | (Ramsay, 1888)                      | kitanka miedziana  | gatunek monotypowy | północno-wschodni Queensland (obszar płaskowyżu Atherton, wzdłuż zachodniej strony od Koombooloomba do Kuranda)                                   | DC: 35–44 cm DO: 33–42 cm MC: 1,2–2 kg   | NE          |
|         | Trichosurus caninus     | (Ogilby, 1835)                      | kitanka drobnoucha | gatunek monotypowy | południowo-wschodni Queensland do środkowo-wschodniej Nowej Południowej Walii (włącznie z Wielką Wyspą Piaszczystą)                               | DC: 40–55 cm DO: 34–42 cm MC: 2,8–4,5 kg | LC          |
|         | Trichosurus cunninghami | Lindenmayer, Dubach & Viggers, 2002 | kitanka górska     | gatunek monotypowy | południowa Nowa Południowa Walia (w głębi lądu od Newcastle) do środkowej i zachodniej Wiktorii (do okolic Mount Cole)                            | DC: 49–54 cm DO: 34–37 cm MC: 2,6–4,2 kg | LC          |

Kategorie IUCN:  LC  – gatunek najmniejszej troski;  NE  – gatunki niepoddane jeszcze ocenie.
Opisano również gatunki wymarłe:
- Trichosurus dicksoni Flannery & M. Archer, 1987[20] (Australia; miocen).
- Trichosurus hamiltonensis Flannery, Turnbull, Rich & Lundelius, 1987[21] (Australia; pliocen).